# Blauer Pfau

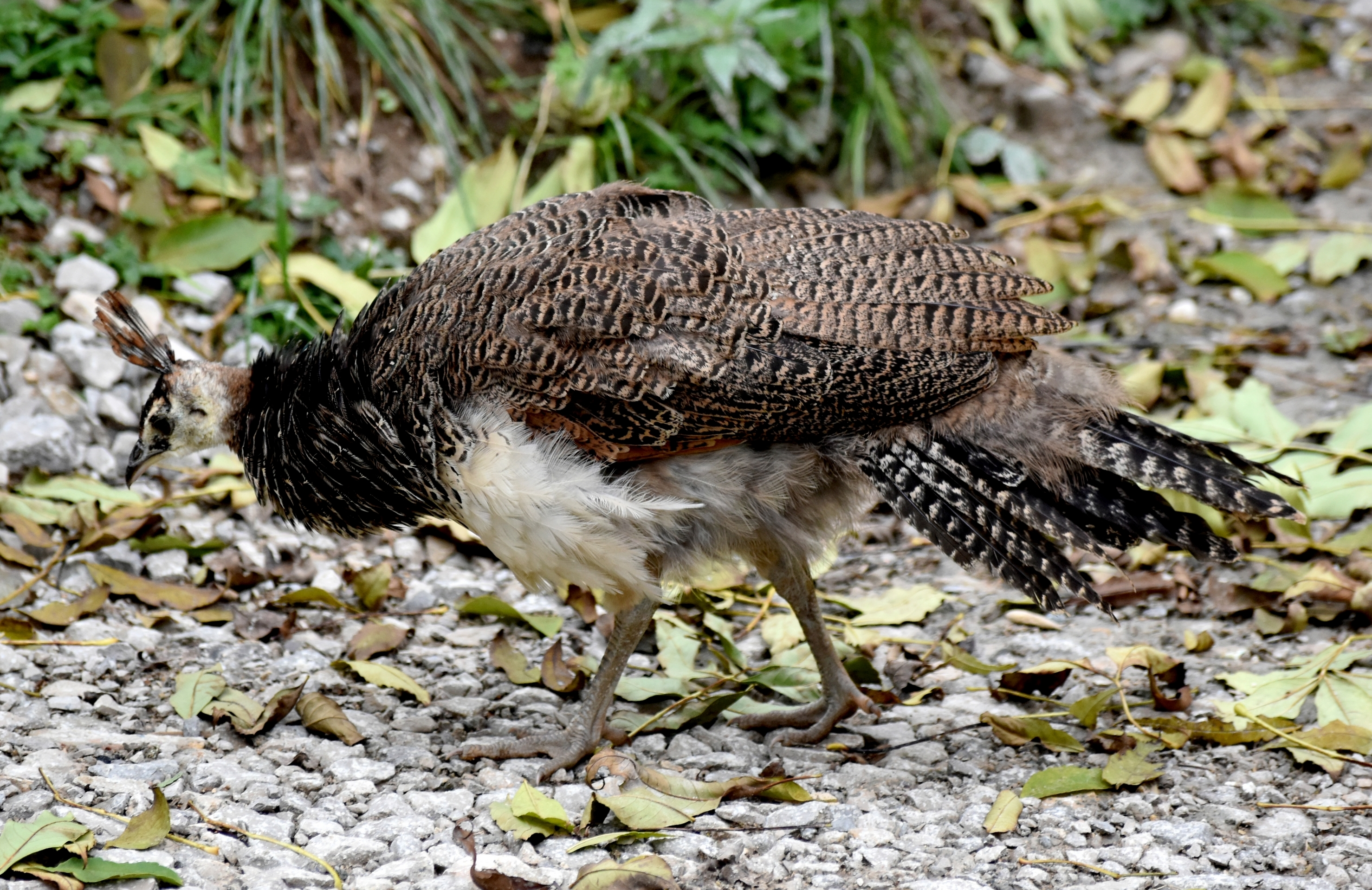
Pfauenküken

Der Blaue Pfau (Pavo cristatus) ist eine Vogelart aus der Familie der Fasanenartigen (Phasianidae). Er gehört zur Ordnung der Hühnervögel und ist neben dem Fasan und dem Haushuhn einer der bekanntesten Vertreter dieser Vogelgruppe.
Aufgrund ihres auffälligen Aussehens gelten vor allem die Männchen als die ältesten Ziervögel. Bereits in den Sagen der griechischen Antike wurden sie erwähnt. Auch am Hofe von König Salomon gab es den Pfau. Als standorttreue Vögel werden die ursprünglich in Indien und Sri Lanka beheimateten Tiere heute weltweit als Haustiere gehalten.

## Aussehen

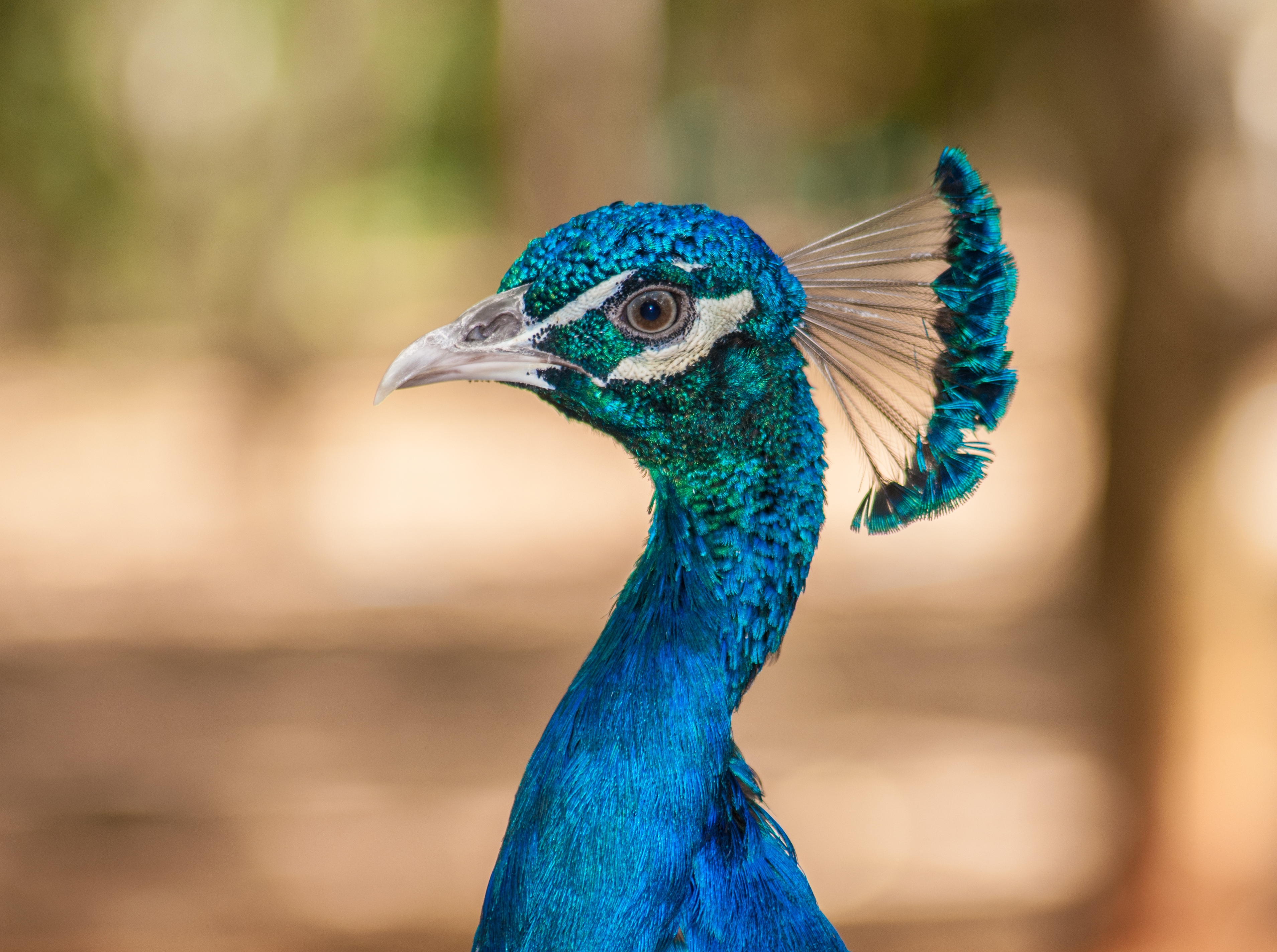
Kopfschmuck des Pfauenhahns

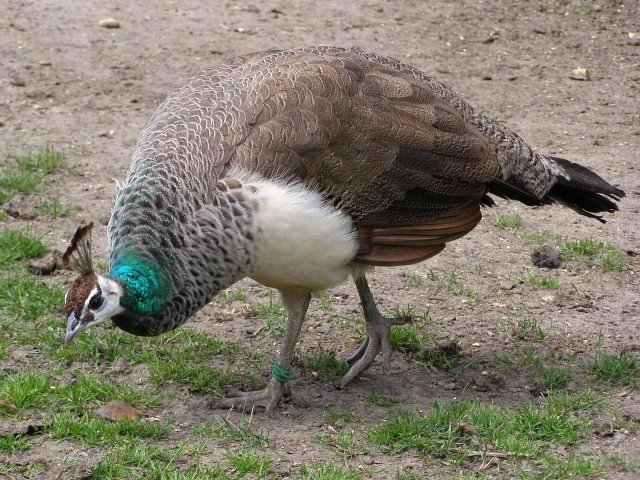
Pfauenhenne

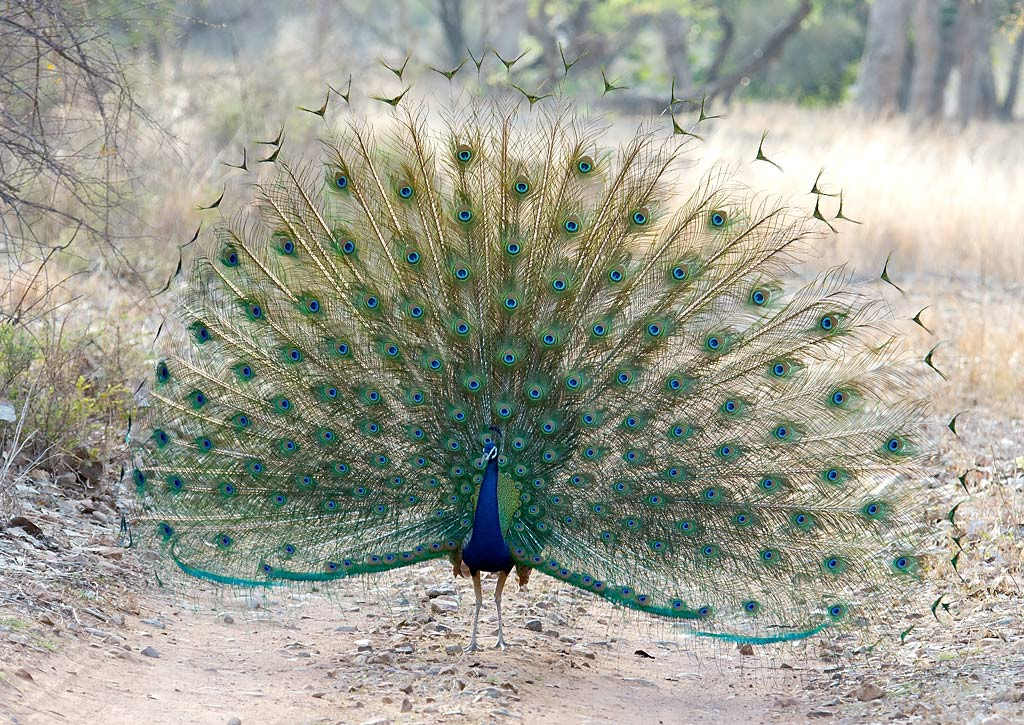
Balzender Pfauenhahn mit ausgebreiteter Federkrone

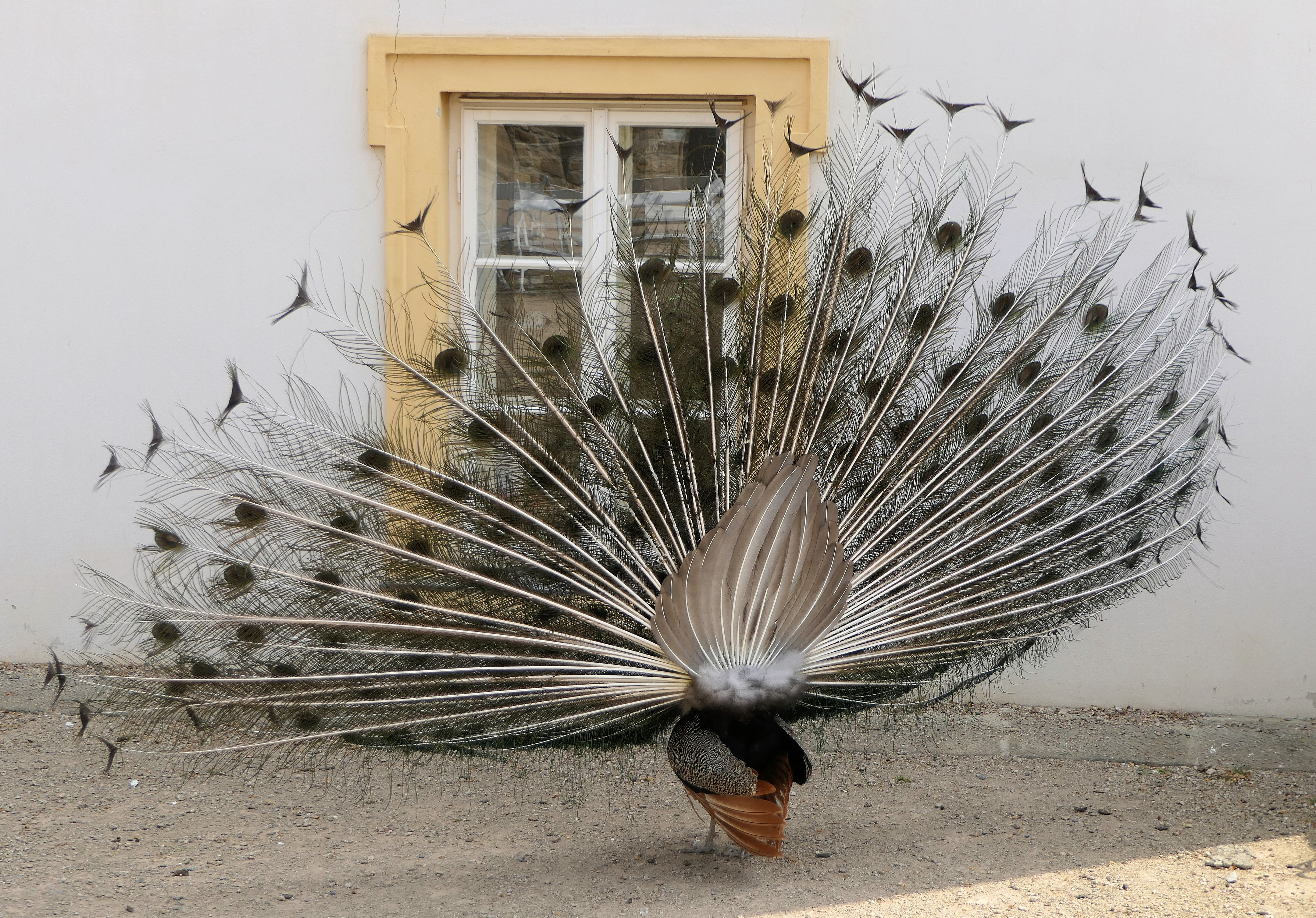
Balzender Pfauenhahn von hinten

Der Hahn ist an Hals, Brust und Bauch leuchtend blau. Je nach Lichteinfall kann das Gefieder grünlich und golden schimmern. Ein von den Nasenlöchern bis zum Auge reichendes, schmales Band sowie eine breite, halbovale Fläche unter dem Auge sind weiß und nackt. Im Verhältnis zum Körper fällt der Kopf eher klein aus.
Die Schleppe der Männchen besteht aus sehr stark verlängerten, ein bis eineinhalb Meter langen Oberschwanzdeckfedern. Diese können zu einem fächerförmigen Rad aufgestellt werden. Die plastisch leuchtende Federzeichnung von großen, blau irisierenden „Augen“ dient der Abschreckung von Fressfeinden, die diese als Augen von großen Säugetieren interpretieren sollen. Wenn dies nicht genügt, um einen Angreifer in die Flucht zu schlagen, versetzt der Hahn die gefächerten Schwanzfedern in eine laut rasselnde Bewegung. Der eigentliche Schwanz ist mit etwa 40 bis 45 cm viel kürzer. Er ist braun und besteht aus mehrstufig angeordneten Steuerfedern.
Das Schimmern der Federstrahlen wird durch eine feine kristallähnliche Struktur erreicht, die gitterförmig aufgebaut ist. Diese umgibt die Federenden und ist so angeordnet, dass sie Licht, ähnlich schillernden Seifenblasen oder Ölflecken auf Wasserpfützen, in unterschiedlichen Winkeln reflektiert. Die Strukturen bestehen aus Melanin und Keratin. Das prächtige Gefieder des Hahns mit den auffälligen Deckfedern wird in der Verhaltensbiologie als visuelles Ornament bezeichnet und ist quasi ein Indikator für seine genetische Fitness. Zwar ist die lange Schleppe im Allgemeinen eher hinderlich und bewirkt eine Verminderung des Flugvermögens, nach dem sogenannten Handicap-Prinzip ist aber gerade dieser Umstand für die Weibchen bei der Paarung ein Indiz für gesunden, lebensfähigen Nachwuchs.
Beide Geschlechter tragen eine kleine Federkrone auf dem Scheitel. Die Hähne sind mit Schwanzschleppe etwa zwei Meter lang und wiegen vier bis sechs Kilogramm. Die Hennen sind im Vergleich zum Hahn kleiner und wesentlich unauffälliger gezeichnet, ihre Körperlänge liegt bei nur etwa einem Meter. Sie wiegen zwischen 2,7 und 4 Kilogramm. Ihr Gefieder ist überwiegend grünlich-grau. Die Weibchen sind schleppenlos.

## Sinne
Der Blaue Pfau hat einen stark entwickelten Geruchs- und Gehörsinn. Außerdem ist er sehr wachsam und warnt mit seinen lauten,
durchdringenden Schreien auch andere Tiere frühzeitig vor Gefahren. In Indien werden die Töne mit minh-ao gedeutet,
was so viel heißt wie: „Regen kommt!“ Und in der Tat ertönt sein charakteristischer Schrei oft vor Unwettern.

## Verbreitung und Lebensraum

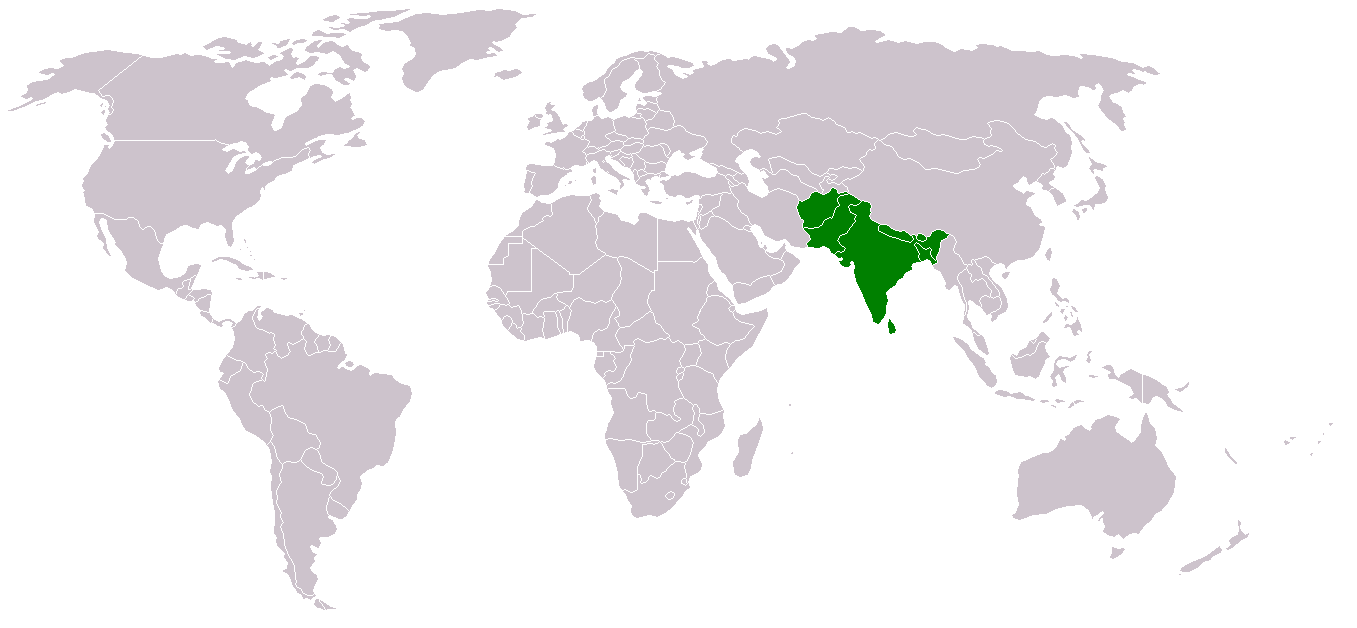
Der indische Subkontinent auf der Weltkarte

Der Blaue Pfau stammt ursprünglich vom indischen Subkontinent. Dort lebte er bevorzugt in hügeligem Gelände im Dschungel, besonders in Wassernähe.
Zur Nahrungssuche kommen manche Blaue Pfauen in den Morgen- und Abendstunden in Familiengruppen auf die Felder. Da Blaue Pfauen junge Schlangen fressen, sind sie in Teilen Indiens beliebt und werden in den Ortschaften geduldet. Dort können sie sehr zutraulich werden.
Laut der IUCN nahm der Bestand des Blauen Pfaus in der letzten Zeit ab, allerdings gilt die Art in Teilen ihres Verbreitungsgebietes noch immer als „häufig“, so dass der Blaue Pfau als „nicht gefährdet“ eingestuft wird.
Schon vor 4.000 Jahren wurden die ersten Pfauen in den Mittelmeerraum gebracht. Auch ihr Fleisch war bei den Ägyptern, den Römern sowie im Europa des Mittelalters, wo es gerne stark gewürzt serviert wurde, sehr beliebt. Da der Pfau standorttreu ist, wird er in vielen Parkanlagen frei gehalten.
In der Domestikation entstandene Formen sind der Schwarzflügelpfau und der Weiße Pfau.

## Fressfeinde
Zu den natürlichen Feinden des Pfaus gehören unter anderem Tiger und Leoparden. Daneben war der Pfau in seiner Ursprungsheimat Indien auch als Fleischlieferant ein beliebter Hausgenosse.

## Flugfähigkeit
Trotz ihrer Größe und des langen Schwanzes können auch männliche Pfauen fliegen, jedoch weder weit noch hoch. Bei Gefahr erheben sie sich in die Luft, flüchten ins Gebüsch oder suchen auf einem Baum Schutz. Auf Bäumen verbringen sie auch die Nacht, um vor Raubtieren geschützt zu sein.

## Fortpflanzung

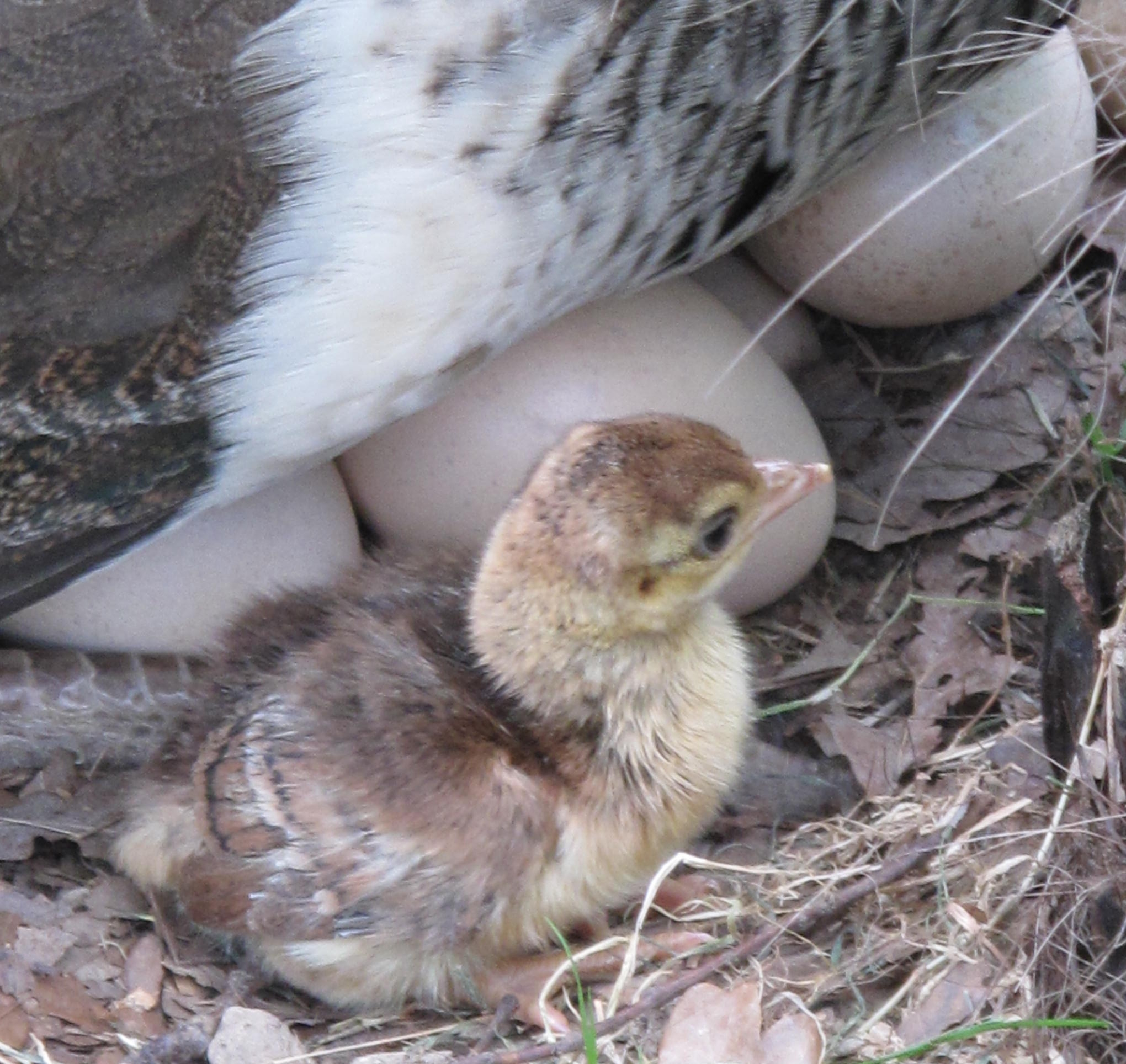
Küken und Eier unter der Mutter

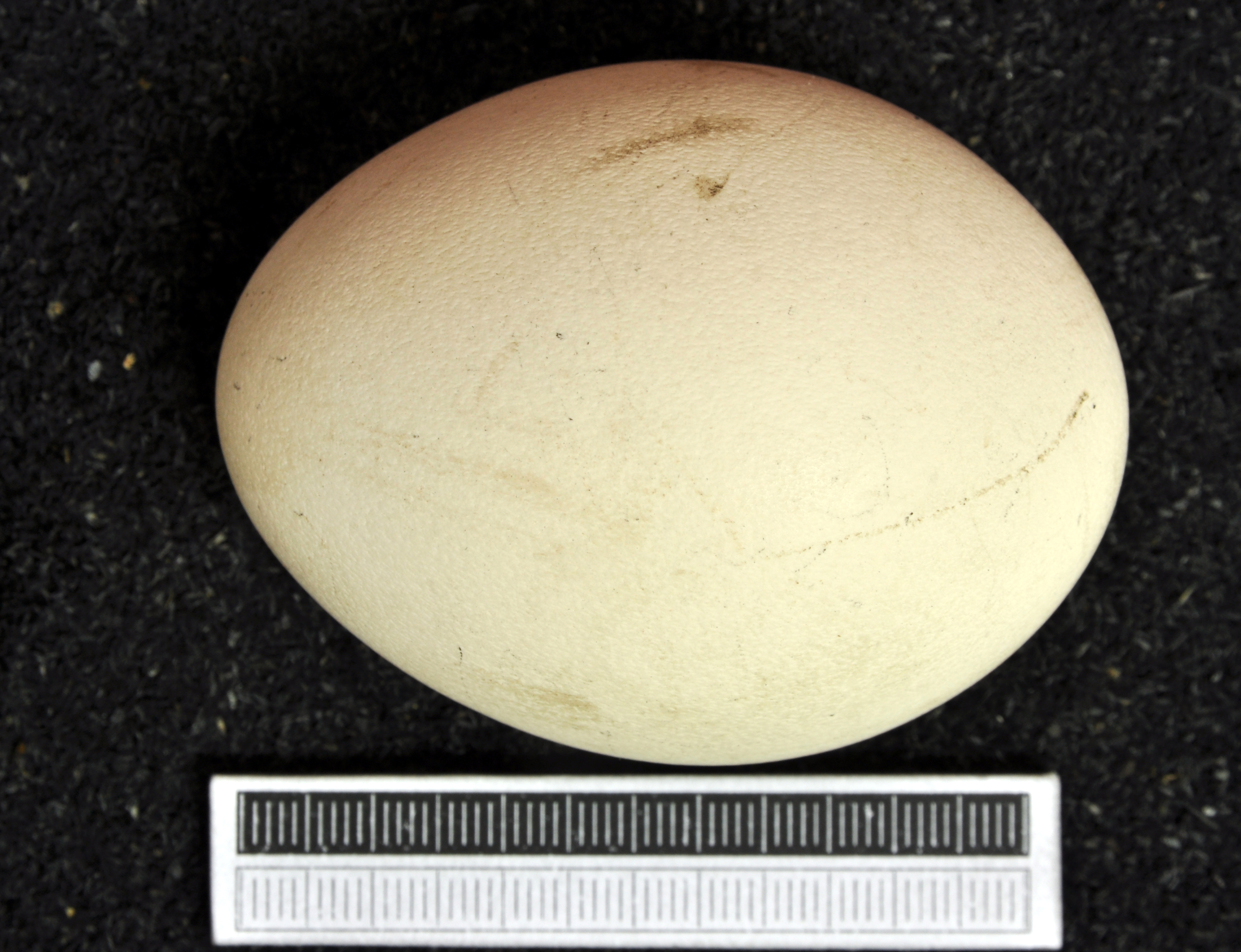
Ei, Sammlung Museum Wiesbaden

Pfauen sind polygame Vögel. Die Hähne machen sich durch wiederholte, halbsekündige, schrille Rufe bemerkbar und rufen so nach den Weibchen. Bei Pfauen im Allgemeinen gilt das Prinzip der größten Behinderung. Die Pfauenmännchen mit den größten Federn sind am meisten in ihren Flugeigenschaften beeinträchtigt und somit die stärksten Exemplare, was sie für Weibchen attraktiv macht. Sie leben nach der Findung in kleineren Familienverbänden, die aus einem Hahn und mehreren Hennen mitsamt der sie begleitenden Jungvögel bestehen. Die Fortpflanzungszeit ist regions- und wetterbedingt April bis August. In dieser Zeit schart jeder Hahn drei bis fünf Hennen um sich. Der Pfauenhahn wählt dann ein Territorium aus, das er besetzt und gegen andere Hähne verteidigt, wobei er passierende Hähne zwar beobachtet, aber nicht angreift, da diese in der Regel sein Revier nur morgens und abends durchstreifen und seinen Revierstand akzeptiert haben und nur von und zu ihren Übernachtungsbäumen unterwegs sind. Während der ausgiebigen Balz richtet der Pfauenhahn seine Augenfedern zu einem Rad auf und präsentiert seinen prächtigen Federfächer. Dabei lässt er wiederholt seine Federn erzittern, die ein lautes Raschelgeräusch erzeugen. Er kehrt der Henne mehrmals den Rücken zu, sobald sie sich ihm nähert, wie es bei fast allen Fasanenartigen – darunter bei allen Tragopanen – üblich ist. Dieses Verhalten wiederholt sich solange, bis sich die Henne vor dem Hahn niederlegt und er sie in Hühnermanier begattet oder fachsprachlich „tritt“ (s. Tretakt).
Unmittelbar nach der Paarung gehen die Hennen ihrem Brutgeschäft nach und suchen einen geeigneten Platz, um ihre Eier abzulegen. Sie bauen ihr Nest am Waldrand in dichtem Unterholz. Ein Gelege besteht gewöhnlich aus 4–6, maximal 8 Eiern. Die Eier des Pfaus sind hellweiß bis zartgelblich. Die Hennen bebrüten die Eier für eine Dauer von ca. 28–30 Tagen. Dies richtet sich nach der Temperatur des Nistplatzes und der Bodenfeuchtigkeit. Das Gelege wird nur zur Nahrungsaufnahme und zum Trinken verlassen. Die geschlüpften Küken wachsen langsam und halten sich vorzugsweise unter dem Schwanz der Mutter auf. Die jungen Küken haben ein helles, isabellbraunes Nest- oder Daunenkleid. Auf der Oberseite ist ihr Gefieder etwas dunkler. Ein Geschlechtsdimorphismus ist anfangs nicht zu erkennen. Nach einem Monat bekommen die Küken ihre Krone in Form von fächerförmig angerichteten Federn auf dem Kopf. Als Jungvögel sind die männlichen Pfauen ähnlich wie die Pfauenweibchen gefärbt. Im Alter von drei Jahren bekommen die Männchen ihr leuchtendes Federkleid und die prächtige Schleppe, deren volle Länge erst im Alter von sechs Jahren erreicht wird. Nach 2–3 Jahren erreichen sie ihre Geschlechtsreife, haben jedoch mehr Fächerfedern als Augenfedern. Die Augenfedern werden ausgeprägter und wesentlich länger, wenn sie älter werden. Die Federn können nach sechs Jahren eine Länge von über zwei Metern erreichen und werden nach der Balz jedes Jahr mit der Mauser abgeworfen.

## Verwandte Arten
Eine zweite Art der Gattung, der Ährenträgerpfau (Pavo muticus), kommt in Südostasien vor. Die beiden Arten sind miteinander kreuzbar. Verwandtschaftlich ferner steht der Kongopfau (Afropavo congensis) aus Zentralafrika.

## Farbvarianten und Hybride
Der Schwarzflügelpfau (Pavo cristatus mut. nigripennis) ist eine durch Mutation entstandene Variante des Blauen Pfaus (Pavo cristatus). Er lässt sich mit dem Grünen oder Ährenträgerpfau (Pavo muticus) kreuzen. Es entsteht der sogenannte Spaulding oder Spalding. Der ursprüngliche „Spalding“ war eine Kreuzung zwischen einem weiblichen Schwarzflügelpfau und einem männlichen Exemplar eines Ährenträgerpfaues. Pfauen sind in der westlichen Welt vorrangig in vielen Zoologischen Gärten, Parkanlagen und sonstigen weitläufigen Grünanlagen ein gern gesehener Blickfang. Zunehmend entdecken auch Privatpersonen und Tierliebhaber den Vogel als Haustier, da er ohne Meldebestätigung gehalten werden kann (in NRW beitragsfrei meldepflichtig). Er benötigt aber viel Freilauf. Auch für Vogelzüchter besteht ein Anreiz, künstliche Mutationen zu züchten. Dies ist vor allem in den USA beliebt. Es gibt eine Reihe verschiedener Mutationen, wie beispielsweise
- Weißer Pfau (Pavo cristatus mut. alba)
- Bronze-Pfau (Pavo cristatus mut. bronze)
- Schwarzflügelpfau (Pavo cristatus mut. nigripennis)
- Midnight-Pfau (Pavo cristatus mut. nigripennis & mut. midnight)
- Schwarzflügelpfau gescheckt (Pavo cristatus mut. nigripennis & mut. pied)
- Hafer-Pfau (Pavo cristatus mut. oaten)
- Opal-Pfau (Pavo cristatus mut. opal)
- Blau Gescheckter Pfau (Pavo cristatus mut. pied)

Der weiße Pfau wird oft für einen Albino gehalten, es handelt sich hierbei jedoch nicht um Albinismus, sondern um Leuzismus, weshalb seine Iris dunkel und nicht rot ist.

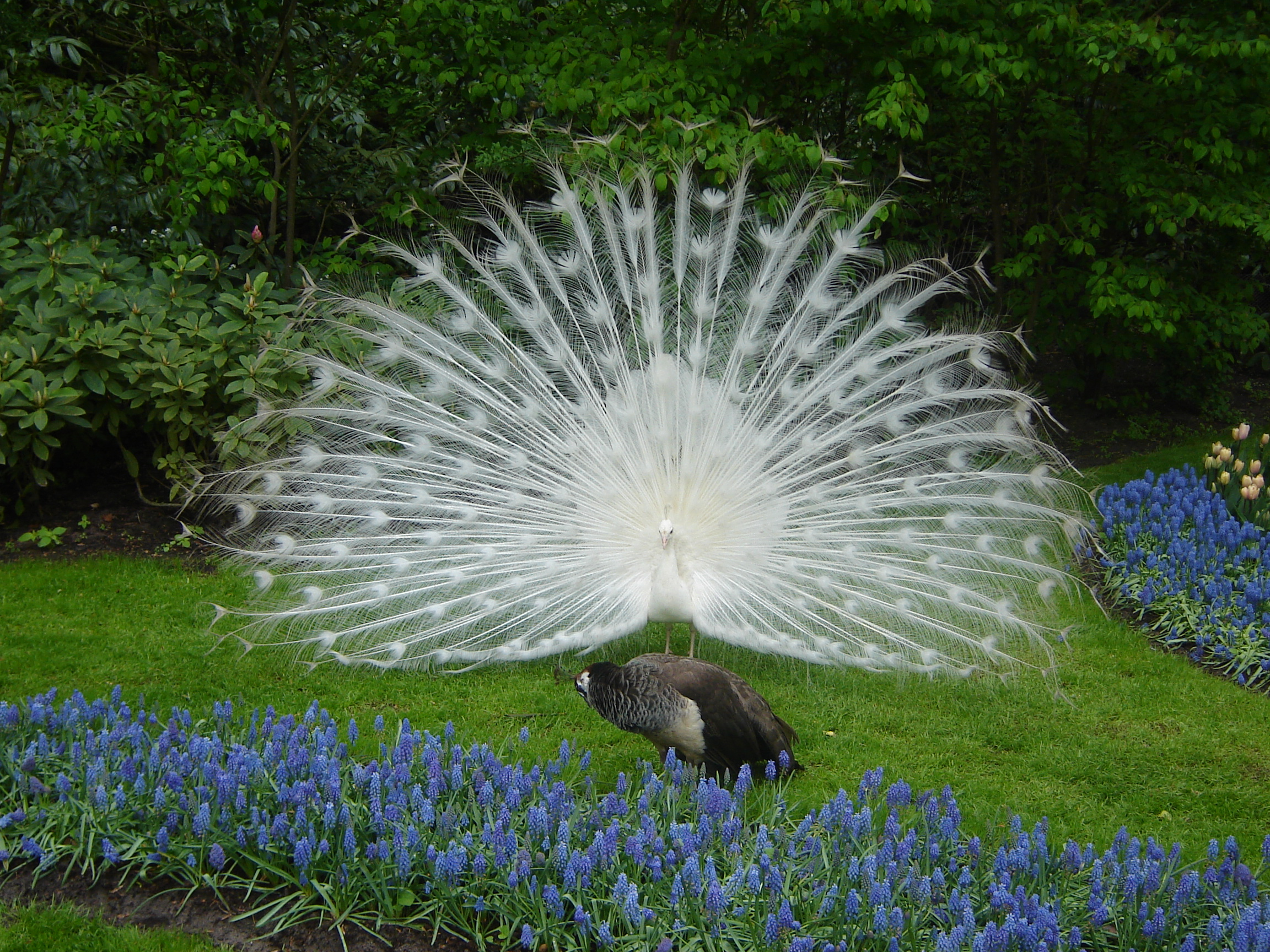
Weißer Pfauenhahn (Pavo cristatus mut. alba) balzt vor einer Pfauenhenne
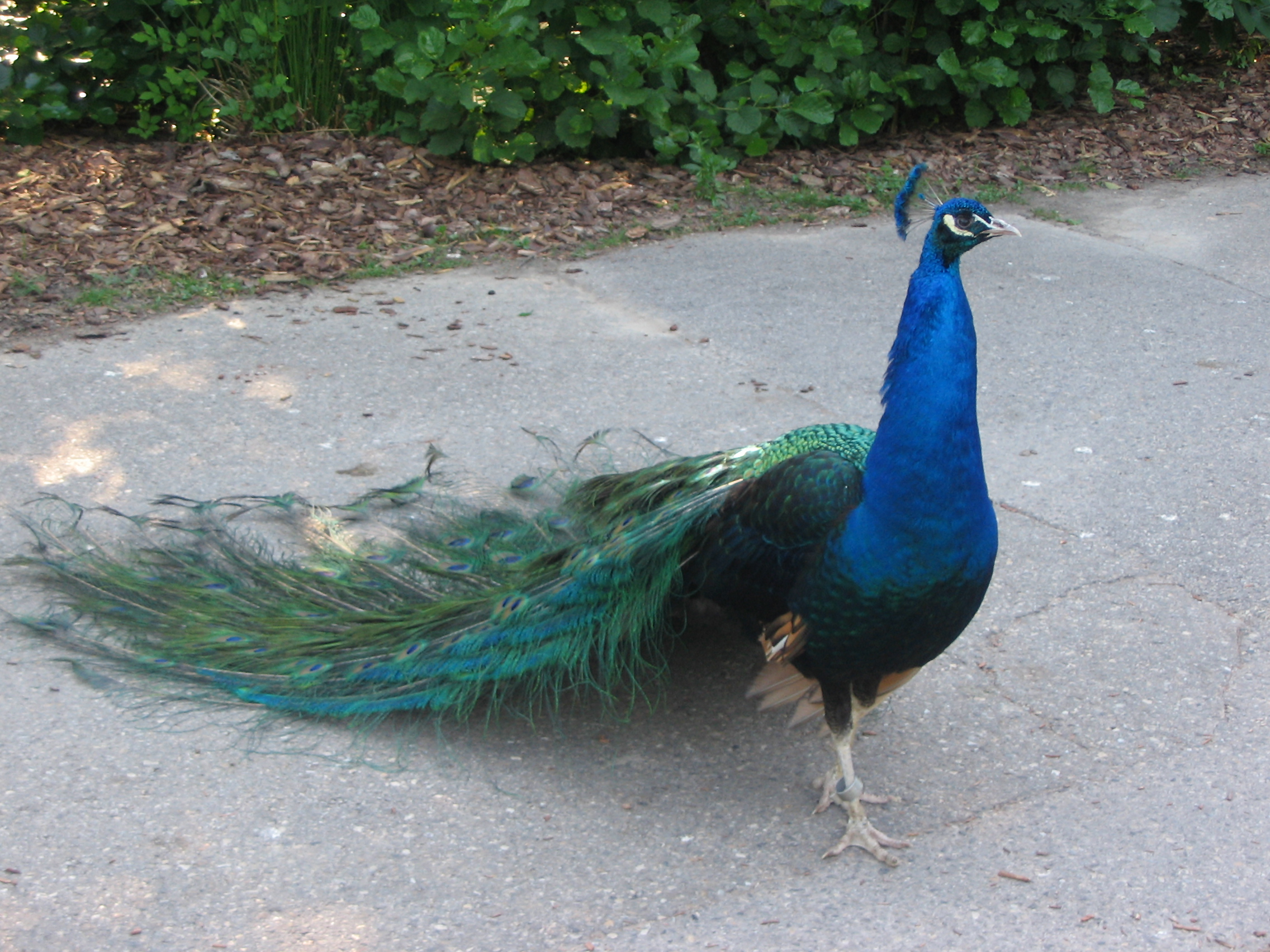
Hahn des Schwarzflügelpfaus (Pavo cristatus mut. nigripennis)
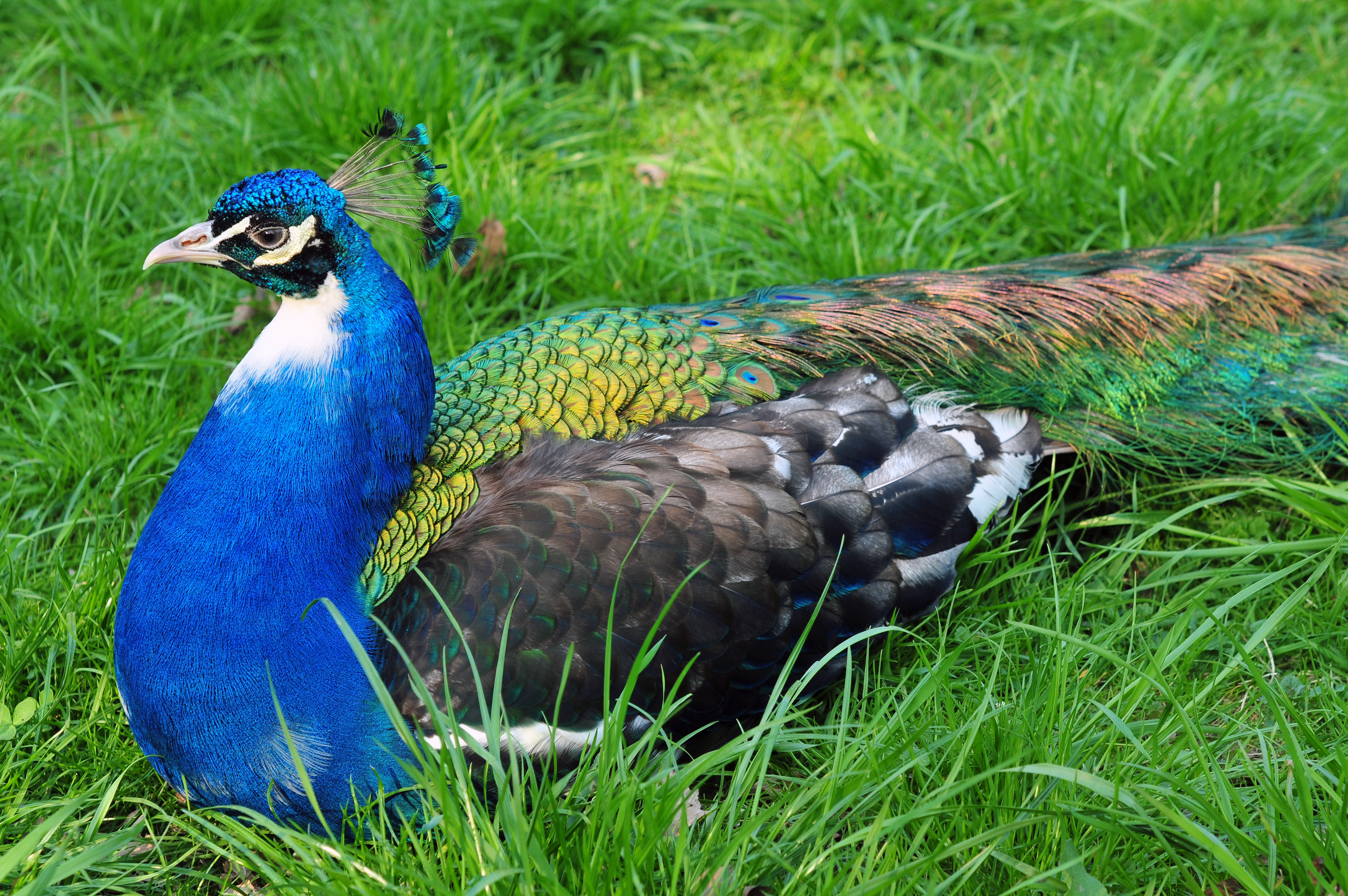
Hahn des gescheckten Schwarzflügelpfaus (Pavo cristatus mut. nigripennis & mut. pied)
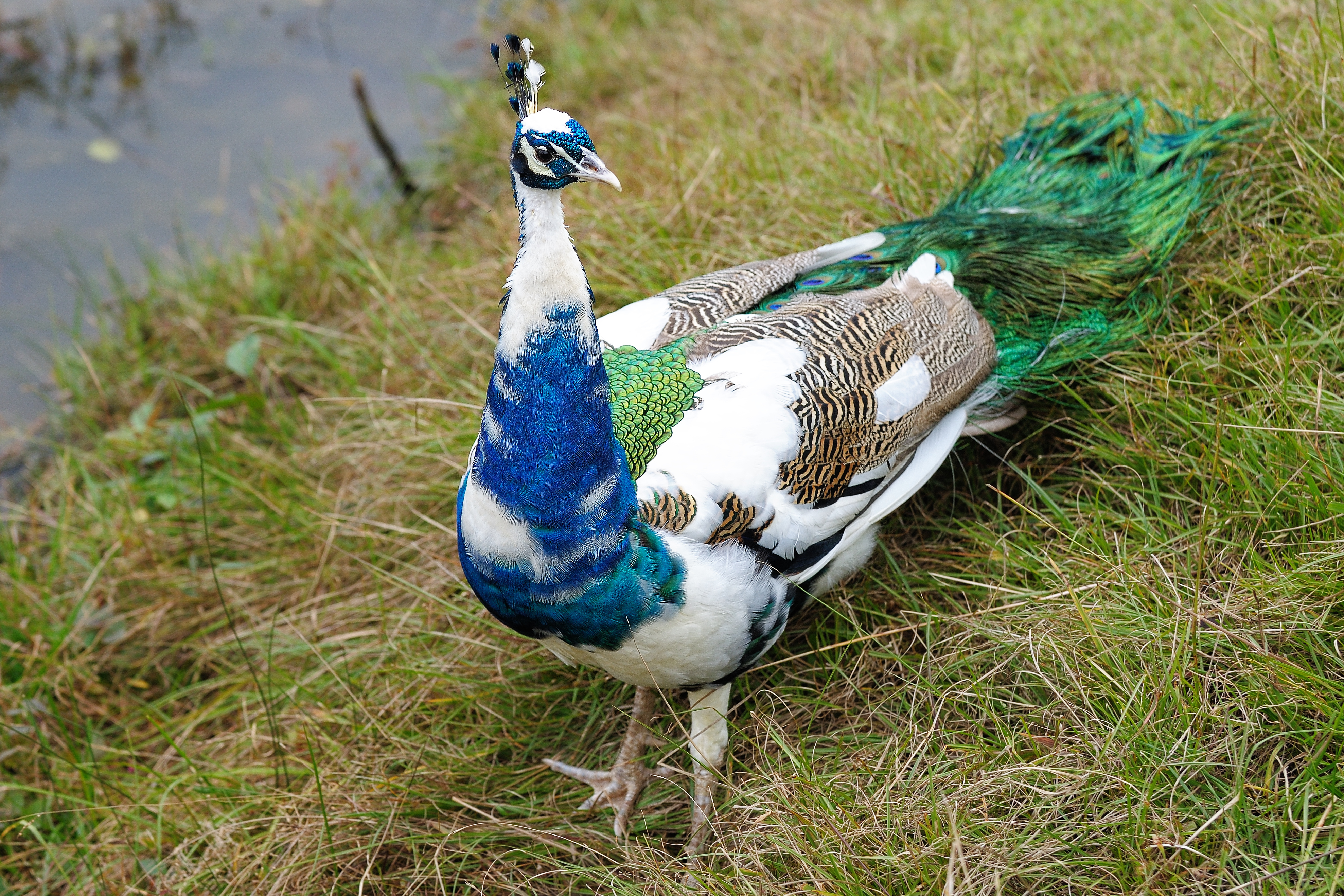
Hahn des Blau gescheckten Pfaus (Pavo cristatus mut. pied)

## Pfauen in Religion und Mythologie

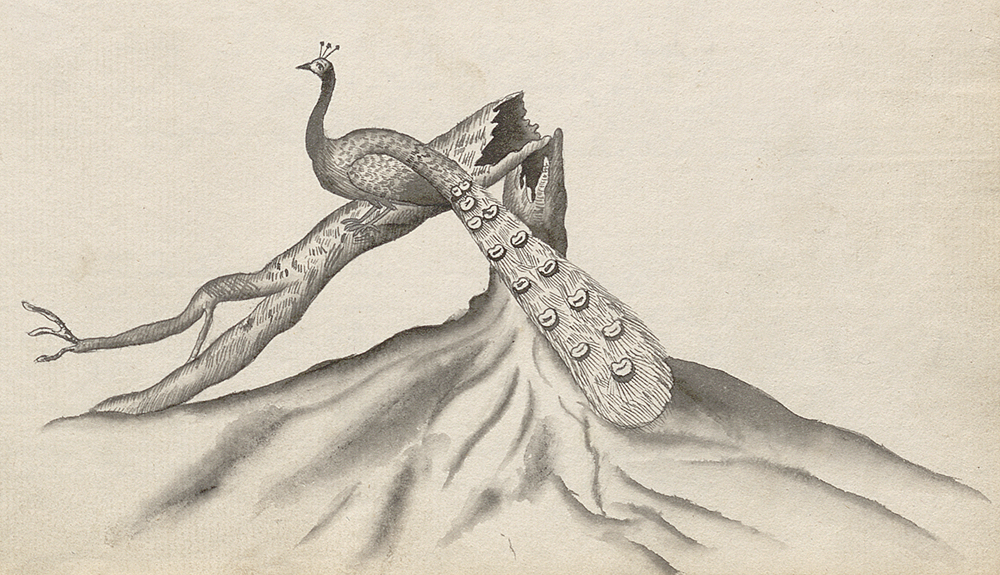
Der Pfau als Symbol der Unsterblichkeit der Seele auf dem gebrochenen Lebensbaum

Der Pfau als Symbol von Schönheit, Reichtum, Königlichkeit, Stolz, Liebe und Leidenschaft, aber auch von Unsterblichkeit, Arroganz und Eitelkeit, nimmt seit jeher eine besondere Stellung im Tierreich ein. Um ihn ranken sich Mythen und Legenden verschiedener Kulturen und Epochen. In Indien ist er neben seiner Stellung als heiliges Tier gleichzeitig der Nationalvogel. Die Mayuri vina ist ein nordindisches Streichinstrument mit einem Korpus in Pfauenform. Im kurdischen Jesidentum stellt das Tier den für die Jesiden heiligen „Engel Pfau“ dar, welcher Tausi Melek genannt wird und der von Gott zum obersten Engel und zum Beschützer und Verwalter der Erde ernannt wurde. In der sufistischen Geschichte Die Konferenz der Vögel von Fariduddin Attar nimmt der Pfau (als „Gabriel“ unter den Vögeln, der im Garten Eden Freundschaft mit der Schlange geschlossen hatte) ebenfalls eine herausragende Rolle ein. In der griechischen Mythologie erschuf die Göttin Hera das „hundertäugige“ Federkleid des Pfaus aus dem vieläugigen Riesen Argos, der mit seinen Argusaugen Io bewachte und schließlich von Hermes getötet wurde.
Für persische Dichter symbolisiert der Pfau Schönheit und Stolz, aber auch deren Unvollkommenheit, wie sie sich in den unschönen Füßen und der nur bedingten Flugfähigkeit des schönen und stolzen Tieres zeigt.
Im Islam gelten diese Tiere als äußerst sauber und rein. Der Dichter Saadi hielt im 13. Jahrhundert in seinem Werk Golestan („Rosengarten“) einzig die Pfauenfeder für würdig, als Lesezeichen im Koran zu liegen. Goethe übernahm im West-Östlichen Divan dieses Motiv und sprach der Pfauenfeder ein göttliches Wesen zu.

## Symbolische Darstellungen des Pfaus

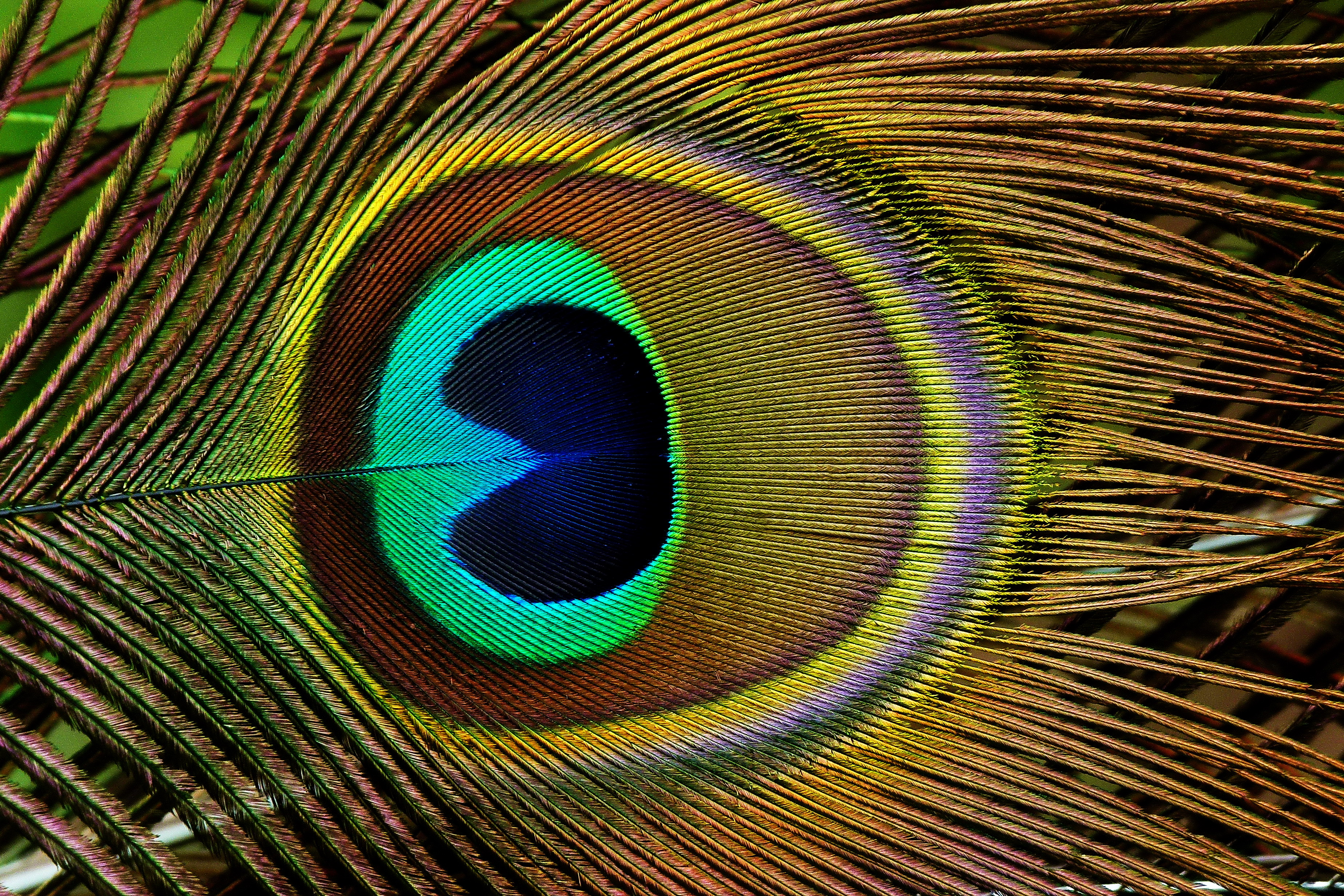
Pfauenfeder-Detail mit „Pfauenauge“

Die einstige britische Kolonialflagge von Burma (heute Myanmar) zierte der Vogel 1939–1941 und 1945–1948, sowie die aktuelle Präsidentenflagge. Der Vogel findet auch als Unternehmenslogo Verwendung, beispielsweise bei der National Broadcasting Company und der SriLankan Airlines.

## Der Pfau in Stadt- und Gemeindewappen
Der Pfau in Wappen der Stadt Neuwied und einigen Ortsgemeinden des Landkreises Neuwied deutet auf die ehemalige Wiedsche Landeshoheit hin.
- Stadt Neuwied
- Ortsgemeinde Steimel
- Weiteres zum Pfau als Wappentier